# Palacio de Montemuzo
El palacio de Montemuzo de Zaragoza es una construcción de finales del siglo XVI, unida en la actualidad por un pasadizo en su planta baja a la casa Artiach, un edificio de viviendas de principios del siglo XX en estilo eclecticista con elementos decorativos modernistas. Este conjunto alberga hoy la sede del Archivo Municipal. 

## Interior
El palacio, aunque ha sufrido algunas reformas, conserva la distribución habitual de los palacios renacentistas aragoneses. Consta de planta rectangular, tres alturas y un patio central que articula el espacio y alberga la escalera de acceso a los pisos superiores. 
Por otro lado, la casa Artiach, originalmente dividida en varias viviendas, ha sido totalmente reformada para adaptarse a su nuevo uso. 

## Exterior
La fachada del palacio a la calle Santiago se caracteriza por la utilización del ladrillo y la sobriedad del tratamiento. La planta baja presenta una portada abierta en arco de medio punto, mientras que la planta noble muestra varios balcones y la planta alta una galería de arquillos de medio punto doblado rematada por un potente alero. 
La fachada de la casa a la calle Espoz Mina, por el contrario, presenta un rico tratamiento. Está realizada en ladrillo, a excepción del piso bajo realizado en sillar, y articulada en cuatro plantas. La primera presenta puertas y ventanas abiertas en arcos de medio punto, mientras que las restantes muestran vanos adintelados enmarcados por una llamativa decoración con motivos vegetales, que se extiende a las rejas de los balcones.